# Righeira
Righeira é um dueto de Italo disco de Turim, Itália. O grupo foi fundado em 1981 por Stefano Rota e Stefano Righi. Eles ficaram famosos na Europa continental por seu single "Vamos a la playa", composto junto com Carmelo e Michelangelo La Bionda e lançado em 1983. 
Ao contrário do que aparenta (e do consenso de que a música tem nenhuma ou pouca profundidade), o conteúdo da canção é bastante sério e aborda o perigo dos testes nucleares subaquáticos com bombas atômicas, bem como a poluição das praias. A canção ficou na 53ª posição na UK Singles Chart., e ocupou as primeiras posições das paradas de sucesso em diversos países da Europa e América.
Um ano depois foi seguida pelo single "No tengo dinero". Ambos os singles fizeram sucesso nas paradas musicais. "L'estate sta finendo", foi lançada em 1985 e ficou em primeiro lugar na Itália, mas não conseguiu fazer sucesso nas paradas musicais de outros países. 
Em 1986 a banda participou no Festival de Sanremo com sua canção "Innamoratissimo" que ficou na 15ª colocação.
O Single "Vamos A La Playa" é sempre tocado nas radios espanholas.

## Discografia
- 1983: Righeira
- 1986: Bambini Forever
- 1992: Uno, Zero, Centomila
- 2007: Mondovisione